# 2100 Ra-Shalom
2100 Ra-Shalom eller 1978 RA är en asteroid i Aten gruppen. Den upptäcktes den 10 september 1978 av den amerikanske astronomen Eleanor F. Helin vid Palomarobservatoriet. Den är uppkallad efter den egyptiska guden Ra och det hebreiska ordet Shalom.
Asteroiden har en diameter på ungefär 2 kilometer.